# أوسكار أبفل
أوسكار أبفل (بالإنجليزية: Oscar Apfel)‏ مواليد 17 يناير 1878 في كليفلاند - الوفاة 21 مارس 1938 في هوليوود، الولايات المتحدة، هو ممثل ومخرج ومنتج وكاتب سيناريو أمريكي بدأ مسيرته الفنية سنة 1913. ظهر في قرابة 167 فيلما. من أعماله نهائي خمس نجوم. امتدت مسيرته الفنية لأكثر من 25 عاما.

## روابط خارجية
- أوسكار أبفل على موقع IMDb (الإنجليزية)
- أوسكار أبفل على موقع ألو سيني (الفرنسية)
- أوسكار أبفل على موقع أول موفي (الإنجليزية)
- أوسكار أبفل على موقع قاعدة بيانات برودواي على الإنترنت (الإنجليزية)
- أوسكار أبفل على موقع قاعدة بيانات الأفلام السويدية (السويدية)
- أوسكار أبفل على موقع قاعدة بيانات الفيلم (الإنجليزية)
- أوسكار أبفل على موقع كينوبويسك (الروسية)